# Tang Chia-hung
Tang Chia-hung (Taipei, 23 de setembro de 1996) é um ginasta artístico taiwanês.

## Início da vida
Tang foi diagnosticado com transtorno de déficit de atenção e hiperatividade leve no jardim de infância, e seus pais o matricularam na ginástica depois que um médico sugeriu isso para queimar energia. Ele foi inspirado pelo documentário de 2004 Jump! Boys, que apresentou ginastas taiwaneses, incluindo o futuro companheiro de equipe Lee Chih-kai.

## Carreira
Tang ganhou a medalha de bronze no exercício de solo na Gymnasiade de 2013, atrás de Giarnni Regini-Moran e Botond Kardos. Ele foi selecionado para representar o Taipé Chinês nos Jogos Asiáticos de 2014 e terminou em sexto lugar com a equipe. No entanto, ele machucou o tendão de Aquiles antes da competição e não competiu. Tang ganhou uma medalha de ouro no exercício de solo na Copa do Mundo de Doha de 2017. Ele terminou em quarto lugar no exercício de solo na Universíade de Verão de 2017 realizada em Taipei, devido a sair dos limites. Ele perdeu o resto da temporada devido a uma lesão no cotovelo, o que exigiu três cirurgias. Tang voltou a competir nos Jogos Asiáticos de 2018, ajudando a equipe de Taipé Chinês a ficar em quarto lugar. Individualmente, ele ganhou a medalha de prata no exercício de solo atrás do sul-coreano Kim Han-sol. No dia seguinte, ele ganhou a medalha de ouro na final da barra horizontal. Ele então competiu no Campeonato Mundial de 2018 e se classificou para a final da barra horizontal, onde terminou em quinto lugar.
Ele competiu no Campeonato Asiático de 2019 apesar de uma lesão no pé e ganhou uma medalha de bronze com a equipe de Taipé Chinês. Individualmente, ele ganhou a medalha de prata na barra horizontal atrás do chinês Hu Xuwei. Na Universíade de Verão de 2019, ele ganhou a medalha de ouro na barra horizontal. Ele também ganhou a medalha de prata no evento por equipes com Hsu Ping-chien e Lee Chih-kai. Então, na Copa do Mundo de Paris, ele ganhou a medalha de bronze na barra horizontal. No Campeonato Mundial de 2019, Tang e a equipe de Taipé Chinês ficaram em oitavo lugar na rodada de qualificação e qualificaram uma equipe para os Jogos Olímpicos pela primeira vez desde 1964. A equipe também se classificou para sua primeira final por equipe e terminou em sexto. Tang estava programado para competir nas Copas do Mundo de Stuttgart e Birmingham de 2020. No entanto, ambos os eventos foram adiados para 2021 e eventualmente cancelados devido à pandemia de COVID-19. Tang foi selecionado para representar o Taipé Chinês nas Olimpíadas de Verão de 2020. A equipe de Tang, Hung Yuan-hsi, Shiao Yu-jan e Lee Chih-kai terminou em 10º na rodada de qualificação, tornando-se a segunda reserva para a final da equipe. Na final geral, ele terminou em sétimo lugar, melhor resultado de todos os tempos para um atleta do Taipé Chinês no individual geral.
No Campeonato Asiático de 2022, Tang ganhou a medalha de bronze com a equipe de Taipé Chinês e ficou em quarto lugar no geral. Ele também terminou em sexto na final do cavalo com alças e em oitavo nas finais do exercício de solo e da barra horizontal. Então, na Paris World Challenge Cup, ele ganhou a medalha de prata no exercício de solo. Ele então ganhou a medalha de bronze no exercício de solo na Mersin World Challenge Cup. Ele foi o vencedor geral do exercício de solo da série 2022 World Challenge Cup. Ele se classificou para a final geral no Campeonato Mundial e terminou em nono.  Tang rompeu o tendão de Aquiles no início de 2023. Ele voltou a competir no Paris World Challenge de 2023 e ganhou a medalha de ouro na barra fixa.
Tang competiu na série da Copa do Mundo de 2024 para ganhar pontos para a qualificação olímpica. Ele ganhou as medalhas de ouro na barra horizontal nos eventos no Cairo, Cottbus, e Doha, garantindo pontos suficientes para se qualificar para as Olimpíadas de Verão de 2024. Ele foi o vencedor geral da série da barra horizontal da Copa do Mundo. Ele também competiu na série World Challenge Cup, ganhando a medalha de ouro na barra horizontal no evento em Osijek. Ele então ganhou a medalha de prata no evento em Varna e a medalha de ouro no evento em Koper.